# Hans Schanderl

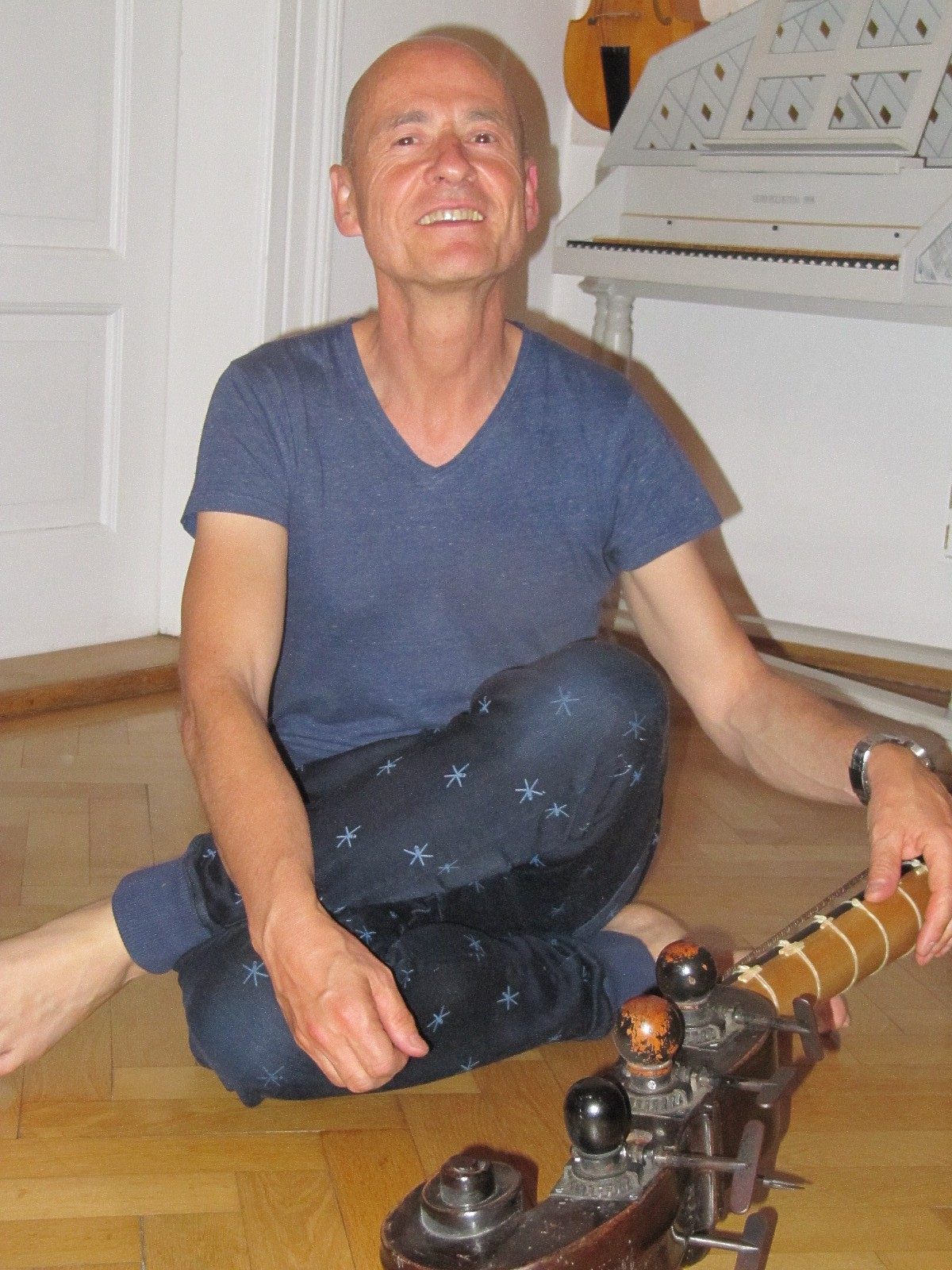
Hans Schanderl bei einer Auslotung der benötigten Instrumente zu einer neuen Auftragskomposition. (2018)

Hans Schanderl (* 19. Juli 1960 in Regensburg) ist ein deutscher Komponist.

## Leben
Von 1982 bis 1988 absolvierte Schanderl ein Diplomstudium für Komposition, Arrangement und Musiktheorie an der Hochschule für Musik und Theater Hannover, unter anderem bei Anton Plate, Diether de la Motte und Harald Weiss. Sein Studium ergänzte er durch Auslandssemester in Varanasi 1984 und am Staatlichen Konservatorium für Klassische Türkische Musik  in Istanbul 1986. Von 1992 bis 1994 betrieb er ein intensives Studium polyrhythmischer Perkussion, unter anderem durch längere Studienaufenthalte in Conakry. Außerdem widmet er sich seit 1988 der klassischen persischen Santur.
Schanderl nahm diverse Lehraufträge wahr, unter anderem 1994 bis 1997 an der Hochschule der Künste Berlin und seit 2009 an der Hochschule für Katholische Kirchenmusik und Musikpädagogik Regensburg.
Von 2013 bis 2015 studierte er am Center for World Music der Stiftung Universität Hildesheim unter anderem bei dem Musikethnologen Raimund Vogels im Studiengang "musik.welt – Kulturelle Diversität in der musikalischen Bildung".

## Auszeichnungen
- 1992 Kompositionspreis beim Orchesterkompositionswettbewerbs Forum junger deutscher Komponisten in Verbindung mit dem Deutschen Musikrat.
- 2000 Preisträger beim internationalen Kompositionswettbewerb Bach 2000 für das Chorwerk a cappella Christus vor dem Hohen Rat im Rahmen der Expo 2000 in Hannover
- 2001 Preisträger des Kompositionswettbewerbs beim Festival Europäische Kirchenmusik in Schwäbisch Gmünd
- 2001 Preisträger beim Kompositionswettbewerb des 3. Internationalen Chorfestivals Ruhr 2001 in Bochum
- 2002 Kompositionspreis beim 6. Deutschen Chorwettbewerb 2002 in Osnabrück für One hour to madness and joy
- 2002 Preisträger beim Kompositionswettbewerb zum zehnjährigen Bestehen des Ostdeutschen Rundfunks Brandenburg ORB mit der Komposition Die Verlassene
- 2002 Preisträger des Kompositionswettbewerbes VOCALIS der Baden-Württembergischen Literaturtage Fellbach
- 2006 Auszeichnung der Komposition Traumtänze als bestes zeitgenössisches Werk beim Bundeschorwettbewerb des Deutschen Musikrats in Kiel

## Werke (Auswahl)
- Wunderbar: für gemischten Chor (oder Knabenchor). Stuttgart 1998: Carus-Verlag.
- Bazar. Stuttgart 2001: Carus-Verlag.
- One hour to madness and joy, part 1: für 8stimmig gemischten Chor = Eine Stunde der Raserei und der Wonne. Stuttgart 2002: Carus-Verlag.
- Morgenglanz der Ewigkeit. Stuttgart 2004: Carus-Verlag.
- Einmal wandelt Läuten durch mich hin. Berlin 2006: Ries und Erler.
- Exodus: "... keine Sonne bricht uns Gott entzwei" Berlin 2007: Ries und Erler.
- Te Deum: Die Schöpfung huldigt Gott Stuttgart 2009: Carus-Verlag.
- Der Heiland ist geboren. Stuttgart 2011: Carus-Verlag.
- Sinfonic cycle de douce. Berlin 2012: Ries und Erler.
- „Das Blaugewölb der Nacht mit Silber feuchtend…“ (2014). Zyklus für Solostimme, Vokalensemble und Instrumentalensemble. Texte: Georg Britting. UA 27. April 2014 Regensburg (Runtingersaal). Klaus Wenk (Tenor solo), Stefanie Polster (Sopran), Pia Zeitzler (Alt), Martin Strasser (Tenor), Uwe Hoffmeister (Bass), Heinz Grobmeier (Blas- und Schlaginstrumente), Michael Wackerbauer (Violoncello), Hans Schanderl (Santur, Violoncello):

1. Kurze Antwort („Warum ich von Liebe nicht singe?“) – 2. Feuerwoge jeder Hügel – 3. Dunstiger Abend („Weißes schickt der Fluß herauf…“) – 4. Ich sehe nichts als nur dein helles Haar („Blüten taumeln auf dein helles Haar…“) – 5. Der irdische Tag („Wessen der andre auch ist…“) – 6. Süddeutsche Nacht („Das Schilf brummt einen tiefen Ton…“).

## Tonträger
- Lux aeterna. Stuttgart 2008: Carus-Verlag. EAN 4009350834163.
- Whispers of heavenly death in: Kurt Weill: Fragile: a requiem for male voices. München 2010: OehmsClassics-Musikproduktion. EAN 4260034868175.